# Слабченко, Михаил Елисеевич
Михаил Елисеевич Слабченко  (укр. Михайло Єлисейович Слабченко; 9 июля 1882, Нерубайские хутора, ныне с. Нерубайское, Беляевский район, Одесская область — 27 ноября 1952, Первомайск) — украинский советский историк и правовед, академик ВУАН (1929). Отец Тараса Слабченко.

## Биография
Родился в крестьянской семье. Из-за мизерных доходов семьи детство провёл в большой нужде, рано начал работать в местных каменоломнях.
С большим трудом поступил в Новороссийский университет в Одессе на историческое отделение историко-филологического факультета, а впоследствии перешёл на юридический факультет.
Принимал активное участие в революционных событиях как член студенческих общин, РУП (1903), УСДРП (1906—1918).
По окончании Новороссийского университета (ныне — Одесский национальный университет имени И. И. Мечникова) и Военно-юридической академии в Петербурге был оставлен при Новороссийском университете и в 1911 году получил научную командировку в Германию для завершения магистерской диссертации.
1912 г. — вернулся в Россию.
В годы Первой мировой войны проходил военную службу в звании штабс-капитана.
1918 — приват-доцент университета в Киеве и Каменце-Подольском, 1919 — доцент Одесского университета, в 1920—1929 гг. — профессор Института народного образования в Одессе, глава социологическо-исторической секции Одесского науч. общества и руководитель Одесского филиала н.-д. кафедры истории Украины в Харькове (с 1926); академик ВУАН (с 1929).
Его научная деятельность охватывала почти все периоды истории Украины; он — автор 13 крупных работ и более 200 научных статей (в частности в «ЗНТШ», изд. ВУАН, а также в рус., нем. и др. яз.). Основные студии посвящённые истории права и хозяйства Гетманщины и Запорожье 17-18 вв.
Деятельность Слабченко была закончена в конце 1929, когда он был арестован, осуждён на процессе «Союза освобождения Украины» в 1930 и сослан на Соловецкие острова. Срок заключения отбывал в Саватеевском изоляторе, который находился в скиту и церкви святого Савватия на Большом Соловецком острове.
Похоронен на старом кладбище по улице Одесской в г. Первомайске (на сегодня место нахождения могилы неизвестно).